# Milan Cabrnoch
Milan Cabrnoch, né le 6 juin 1962 à Čáslav, est un ancien député européen tchèque (2004-2014). Il est membre du Parti démocratique civique.

## Biographie
Il est élu pour la première fois lors des élections européennes de 2004. Il est réélu lors des élections européennes de 2009.
Au cours de la 7e législature, il siège au sein du groupe des Conservateurs et réformistes européens. Il est membre de la commission de l'emploi et des affaires sociales et de la commission de l'environnement, de la santé publique et de la sécurité alimentaire. Il est également président de la délégation aux commissions de coopération parlementaire UE-Arménie, UE-Azerbaïdjan et UE-Géorgie depuis 2009.